# Blaise Kozenn
Blaise Kozenn (en allemand Blasius Kozenn, en slovène Blaž Kocen) était un géographe et cartographe autrichien de langue maternelle slovène. Il est notamment connu pour son atlas scolaire (voire infra), publié à des millions d'exemplaires sur plus de 100 éditions et dans de nombreuses langues. L'« atlas de Kozenn » était l'un des atlas les plus utilisés dans la moitié autrichienne de l'Autriche-Hongrie.

## Biographie
Blasius Kozenn naquit dans le village de Hotunje, près de Cilli, dans ce qui était alors la Basse-Styrie (aujourd'hui la province de Štajerska en Slovénie), dans une famille de petits paysans slovènes. Après avoir fréquenté l'école primaire de Ponikva, Kozenn fut admis par son professeur au lycée de Cilli. Il termina ses études secondaires à Graz et étudia ensuite la théologie à Klagenfurt, dans le duché de Carinthie. En 1845, il fut ordonné prêtre.
De 1850 à 1852, Kozenn occupa un poste de suppléant au lycée de Cilli. Il se rendit ensuite à Vienne où il étudia les mathématiques, la physique et l'histoire naturelle à l'université et où passa l'examen d'enseignement dans ces trois matières avec distinction. En 1854, il entra dans la fonction publique et se mit à enseigner dans des lycées ; d'abord à Ljubljana, alors capitale du duché de Carniole, puis, de 1855 à 1858, à Gorizia, sur le Littoral autrichien. C'est là qu'il rédigea ses Grundzüge der Geographie für die 1. Classe der Mittel- und Bürgerschulen (« Fondements de la géographie pour la 1re classe des écoles secondaires [les lycées] et des écoles bourgeoises [les collèges] », parues pour la première fois en 1858 à Pest et à Vienne) ; ainsi qu'une étude sur le climat de Gorizia (Das Klima von Görz). En 1858, Kozenn entra au lycée impérial et royal d'Olomouc, en Moravie du Nord, où l'enseignement était dispensé en allemand. Il y resta jusqu'à sa retraite anticipée en 1870. Il participa également à l'introduction dans l'Empire de la Realschule, une nouvelle forme d'école secondaire, et fut nommé conseiller scolaire en 1863.
En raison de sa santé fragile, il déménagea d'Olomouc à Hernals, dans la banlieue de Vienne, où il mourut du typhus le 29 mai 1871, à l'âge de 50 ans.

## L'atlas de Kozenn
À Olomouc, Kozenn fit la connaissance du libraire et éditeur Eduard Hölzel, qui le convainquit de créer le premier atlas scolaire autrichien. Celui-ci fut finalement publié en 1861, après le déménagement de Hölzel à Vienne. Pour réaliser ses cartes, Kozenn s'appuya les atlas allemands d'Adolf Stieler et Heinrich Kiepert. Il n'hésitait pas à recopier directement puis à modifier légèrement les atlas scolaires allemands de l'époque.
Dès 1900, les atlas de Vinzenz von Haardt, Friedrich Umlauft, Wilhelm Schmidt et Franz Heiderich (41e édition en 1906), qui portaient toujours le nom d'« atlas de Kozenn », étaient d'une qualité qui, tant du point de vue du contenu que de la cartographie et de la technique, les plaçait au niveau des meilleurs productions étrangères. Les succès de la maison d'édition Hölzel encouragèrent d'autres maisons d'édition de la double-monarchie à publier des atlas scolaires modernes. La concurrence commerciale qui en résulta poussa au développement d'éditions d'atlas toujours plus qualitatifs, dans lesquels apparaissaient également de plus en plus de cartes thématiques. Les éditeurs ultérieurs qui ont ainsi marqué l'évolution de la cartographie scolaire sont Heinrich Güttenberger et Hermann Leiter (53e édition en 1932), Hans Slanar sénior (75e édition en 1951) et Walter Strzygowski (à partir de 1956, notable pour l'« édition du centenaire » – la 86e – 1961), Hans Slanar junior (1978), Wigand Ritter (1995), et Lukas Birsak (1986 et 2006).
Kozenn était un autodidacte. Dans l'ouvrage Geographische Lehrmittel (1861), il décrit sa conception de l'atlas. Comme il n'était pas membre de la Société de géographie autrichienne, on ne trouve dans ses communications ni nécrologie ni hommage à son œuvre cartographique. Kozenn était un travailleur acharné, qui a également produit de nombreuses cartes murales scolaires.